# Hecyra obscurator
Hecyra obscurator är en skalbaggsart som först beskrevs av Fabricius 1801.  Hecyra obscurator ingår i släktet Hecyra och familjen långhorningar.
Artens utbredningsområde är:
- Angola.
- Ghana.
- Moçambique.
- Nigeria.
- Senegal.

Inga underarter finns listade i Catalogue of Life.